# Winkie Direko
Isabella Winkie Direko (27 tháng 11 năm 1929  –  17 tháng 2 năm 2012) là một chính trị gia Nam Phi sinh ra ở tỉnh Free State của Nam Phi. Cô là thành viên của Quốc hội Châu Phi và từng là Thủ tướng của Nhà nước Tự do từ 1999 đến 2004.

## Tuổi thơ
Isabella Winkie Direko sinh ngày 27 tháng 11 năm 1929 tại Botshabelo gần Bloemfontein. Cô đã trải qua thời thơ ấu với cha mẹ tại nhà của bà ngoại. Cha mẹ cô ban đầu cư trú tại Waaihoek trước khi bị buộc phải di dời vào những năm 1920. Sau đó, họ bị buộc phải quay trở lại Botshabelo. Tên Winkie ban đầu là biệt danh của cô nhưng sau đó cô đã lấy nó làm tên chính thức. Trong hàng ngũ chính trị, cô được biết đến với cái tên Ausi Winkie hoặc Mistress Winkie. Cô đã dành phần thời thơ ấu ở thị trấn Heidedal của Bloemfontein – chủ yếu là một khu vực dành cho người Nam Phi da màu.

## Giáo dục
Cô bắt đầu giáo dục tiểu học của mình tại Trường Giáo hội Anh giáo St. Alban ở Botshabelo và sau đó theo học tại Trường tiểu học St Patrick. Winkie hoàn thành khóa đào tạo của mình với tư cách là giáo viên tại Học viện đào tạo giáo viên Modderpoort gần Ladybrand. Sau đó, cô trở lại Bloemfontein để nhận một vị trí giảng viên. Cô làm việc tại trường trung học Sehunelo với tư cách là giáo viên và sau đó thăng cấp bậc hiệu phó và sau đó là hiệu trưởng của trường. Direko có bằng Thạc sĩ Giáo dục tại Đại học Nhà nước Tự do.

## Sự nghiệp chính trị
Sự nghiệp chính trị của cô bắt đầu vào năm 1977 khi cô trở thành một phần của phái đoàn thúc giục Bộ trưởng Bộ Giáo dục lúc đó, Tiến sĩ F. Hartzenberg, cho phép sinh viên châu Phi da đen đăng ký với Đại học Nhà nước Tự do Cam; nỗ lực này đã không thành công. Thông qua các cuộc đàm phán tiếp theo với Bộ, phái đoàn đã thành công trong việc mua lại thành lập Đại học Vista ở Bloemfontein. Trường đại học được thành lập theo Đạo luật 106 năm 1981 và ra đời vào ngày 1 tháng 1 năm 1982. Khi được bổ nhiệm làm Thủ tướng, Direko đã 70 tuổi và chỉ có năm năm kinh nghiệm trong lĩnh vực chính trị toàn thời gian. Cô đã tuyên thệ nhậm chức Thủ tướng của Nhà nước Tự do vào ngày 15 tháng 6 năm 1999.

## Qua đời
Direko qua đời vào ngày 17 tháng 2 năm 2012 sau khi bị đột quỵ, thọ 82 tuổi.